# 程树榛
程树榛（1934年—2022年10月30日），笔名秦木，男，江苏邳县人，中国作家，《人民文学》杂志原主编，中国作家协会原名誉委员，黑龙江省作家协会原主席，中共十三大代表。